# کلیسای سانداید
کلیسای ساندید (نروژی: Sandeid kyrkje) یک کلیسای منطقه‌ای از کلیسای نروژ است. که در شهرستان روگالاند نروژ واقع شده‌است. موقعیت دقیق آن در روستای سانداید است. این کلیسا متعلق به قصبه سانداید است. ظاهر کلیسا سفیدرنگ و ساخته شده از جنس چوب است که در سال ۱۹۰۴ ساخته شد. کلیسا حدود ۲۳۰ نفر را در خود جای می‌دهد.